# Hermann von Schmidt (Landrat)
Hermann Albert Gneomar Franz von Schmidt (* 22. Mai 1811 in Cammin in Pommern; † 24. Februar 1873 in Berlin) war ein preußischer Jurist in der Kommunal- bzw. Finanzverwaltung, Polizeidirektor und Landrat.

## Leben
Schmidt war der Sohn des späteren preußischen Generalleutnants Karl von Schmidt und dessen Ehefrau Maria Katharina, geb. Meyer. Er studierte Rechtswissenschaften und wirkte seit 1837 als Referent. 1844 wurde er zum interimistischen Landrat im Kreis Schroda ernannt. 1848 wechselte Schmidt als kommissarischer Landrat in den Kreis Konitz, wo er bis 1851 wirkte. Im Jahr 1851 wechselte er als Regierungsrat an die Regierung Köslin. 1856 ernannte man ihn zum Polizeidirektor von Elbing. 1861 kam es zum Wechsel an die Regierung Oppeln und ab 1863 wirkte Schmidt als Geheimer Finanzrat im preußischen Finanzministerium. 1868 wurde er zum Geheimen Oberfinanzrat befördert.
Hermann von Schmidt war seit 1842 mit Agnes Backe (1815–1903) verheiratet. Sein einziger Sohn war der spätere preußische Generalleutnant Hermann von Schmidt (1850–1914).